# Adrian Miuțescu
Gheorghe Adrian Miuțescu (n. 5 decembrie 1959, Craiova, România) este un politician român, membru al Parlamentului României. Gheorghe Adrian Miuțescu a fost ales deputat pe listele PNL și a fost membru în grupurile parlamentare de prietenie cu Republica Cehă și Republica Slovenia. 